# Ehsan Hajsafi
Ehsan Hajsafi (persisch احسان حاج صفی‎; * 25. Februar 1990 in Kaschan; manchmal auch Ehsan Haji Safi) ist ein iranischer Fußballspieler. Der linke Flügelspieler steht bei AEK Athen unter Vertrag und ist Nationalspieler.

## Karriere

### Vereine
Hajsafi begann seine Karriere im Jahr 2000 in der Jugend von Zob Ahan Isfahan und wechselte 2006 zum Sepahan FC. Dort kam er ab der Saison 2006/07 für die erste Mannschaft in der Iran Pro League zum Einsatz. Mit der Mannschaft erreichte er 2007 das Finale der AFC Champions League, was sie zur Teilnahme an der FIFA-Klub-Weltmeisterschaft 2007 in Japan qualifizierte. Dort kam Hajsafi auf zwei Einsätze. Mit dem Verein gewann er 2010, 2011 und 2015 die Meisterschaft sowie 2007 und 2013 den iranischen Pokal. Die Saison 2011/12 spielte Hajsafi auf Leihbasis beim Ligakonkurrenten Tractor Sazi Täbris.
Zur Saison 2015/16 wechselte Hajsafi zum deutschen Zweitligisten FSV Frankfurt. Er unterschrieb einen Zweijahresvertrag. Am 13. September 2015 debütierte er bei der 0:3-Niederlage im Heimspiel gegen Eintracht Braunschweig in der 2. Bundesliga. Am 13. März 2016 erzielte er bei der 1:3-Heimniederlage gegen den SC Freiburg das Tor zum 1:1 mit einem Distanzschuss aus knapp 50 Metern. Nach der Spielzeit stieg er mit dem FSV in die 3. Liga ab und kehrte anschließend wieder zum Sepahan FC zurück. Zum Saisonende verließ er Sepahan und wechselte zu Panionios Athen. Im Januar 2018 wechselte Hajsafi zu Olympiakos Piräus, ehe er Anfang September 2018 zu Tractor Sazi zurückkehrte. Dort spielte er bis zum März 2021 und wurde dann bis zum Saisonende an Sepahan FC abgegeben. Anschließend ging er zurück nach Griechenland und unterschrieb einen Vertrag bei AEK Athen.

### Nationalmannschaft
Hajsafi spielte 26-mal für die Auswahlmannschaften der U17, U20 und U23 des iranischen Fußballverbandes. Am 25. Mai 2008 debütierte er beim 3:2-Sieg im Freundschaftsspiel gegen Sambia für die A-Nationalmannschaft. Hajsafi nahm 2011 in Katar und 2015 in Australien an der Asienmeisterschaft teil und erreichte mit der Mannschaft jeweils das Viertelfinale. Für die Weltmeisterschaft 2014 in Brasilien wurde er in den iranischen Kader berufen und kam in allen drei Gruppenspielen seiner Mannschaft zum Einsatz, die das Team auf dem letzten Platz beendete.
Da Hajsafi Anfang August 2017 für seinen Verein Panionios Athen in der Europa-League-Qualifikation gegen den israelischen Club Maccabi Tel Aviv gespielt hatte, wurden er und sein iranischer Teamkollege Masoud Shojaei am 10. August 2017 von den Verantwortlichen bis mindestens nach der Weltmeisterschaft 2018 aus der Nationalmannschaft des Iran ausgeschlossen. Nach Protesten von Fans und ehemaligen Nationalspielern, die wegen der politischen Einmischung eine Ausschließung des Iran von der WM 2018 befürchteten, kündigte Irans Sportminister an, den Fall vom Nationalen Sicherheitsrat des Landes untersuchen zu lassen. Am 31. August 2017 stand Hajsafi beim 0:0 im WM-Qualifikationsspiel gegen Südkorea wieder 90 Minuten auf dem Platz. Im Juni 2018 wurde er in den Kader für die WM 2018 nominiert. Hajsafi kam in allen drei Gruppenspielen seiner Mannschaft zum Einsatz, die mit vier Punkten als Dritter der Gruppe B aus dem Turnier ausschied.

### Politische Äußerungen
Vor dem Hintergrund der anhaltenden Proteste im Iran 2022 erklärte er als Kapitän der iranischen Fußballnationalmannschaft bei der Weltmeisterschaft 2022 in Katar am 20. November 2022 auf einer Pressekonferenz, dass die Spieler seines Teams die bei den Protesten ums Leben Gekommenen „unterstützten“. Er sprach allen Hinterbliebenen im Iran sein Beileid aus. Sie sollten wissen, „dass wir bei ihnen sind, sie unterstützen und mit ihnen sympathisieren“. Man müsse akzeptieren, „dass die Bedingungen in unserem Land nicht stimmen und unsere Leute nicht glücklich sind“. Er hoffe, dass sich „die Bedingungen entsprechend der Erwartungen der Menschen“ ändern würden.

## Erfolge
Sepahan FC
- Iranischer Meister: 2010, 2011, 2015
- Iranischer Pokalsieger: 2007, 2013